# Scarlet Moon
Scarlet Moon de Chevalier, coneguda simplement com a Scarlet Moon (Rio de Janeiro, 12 de setembre de 1950—ibídem, 5 de juny de 2013), fou una periodista, actriu i escriptora brasilera.

## Vida personal
Estigué casada amb el popular cantant brasiler Lulu Santos durant 28 anys. Tingué tres fills: Gabriela, Christovam i Theodora, de relacions anteriors al casament amb Lulu Santos, que ajudà a criar-los. També va tenir dos nets.
La cantant Rita Lee compongué la cançó «Scarlet Moon» en el seu homenatge i fou gravada per Lulu en el seu àlbum Tempos modernos de 1982. També fou citada en la lletra de la cançó «Língua», de Caetano Veloso, de l'àlbum Velô, de 1984.

## Carrera
Treballà en algunes emissores de televisió, i en destaquen els cicles Fantástico i Jornal Hoje, tots dos de la Rede Globo, durant la dècada de 1970. També treballà en teatre i cinema, en les pel·lícules Até que o casamento nos separe (1968), Quando o Carnaval chegar (1972), Quilombo (1984), O cinema falado (1986), Filhas de Iemanjá (1995) i A marca do Terrir (2005).
En els 1980, fou presentadora del programa d'entrevistes Noites cariocas, de la Rede Record, amb Nelson Motta. Publicà dos llibres en la dècada de 1990: Areias escaldantes i Dr. Roni e Mr. Quito: a vida do amado e temido boêmio de Ipanema, una biografia sobre el seu germà, Ronald de Chevalier. Des de 1996, participava en la columna "Abalo", d'O Globo per a la zona sud.

## Defunció
Scarlet sofrí durant deu anys la síndrome de Shy-Drager i no pogué resistir una aturada cardiorespiratòria. Va morir el 5 de juny de 2013.
| «                                                        | Foram dez anos de muita luta. Os últimos três anos foram bem complicados. Ela foi uma guerreira e foi descansar. O que fica é o bom humor dela, o jeito que ela encarava a vida, ela foi uma guerreira, uma ministra bacanérrima e foi um prazer inenarrável ser filha dela. | Foren deu anys de molta lluita. Els darrers tres anys foren molt complicats. Ella fou una guerrera i se n'anà a descansar. El que en resta és el bon humor, la manera com encarava la vida; fou una guerrera, una ministra formosa i un plaer indescriptible ser la seua filla. | » |
| — Teodora Chavalier, filla de Scarlet en una entrevista. | | |   |